# Maria Pia Timo
Maria Pia Timo (Faenza, 15 giugno 1969) è un'attrice, comica e cabarettista italiana.

## Biografia
Viene chiamata a partecipare al cast fisso di Bulldozer (Rai 2) per la regia di Ranuccio Sodi, accanto a Dario Vergassola, Federica Panicucci, David Riondino, Caterina Guzzanti, il Trio Reno, Maria di Biase. Viene confermata per le due edizioni successive, con la regia di Celeste Laudisio, accanto a Enrico Bertolino, Federica Panicucci, Vito, Max Tortora. Nel 2005 viene scelta da Pippo Baudo per la trasmissione Sabato italiano (Rai 1), con la regia di Gino Landi, nei panni della Badante dell’est. Con lo stesso personaggio partecipa all’ultima edizione di Tintoria (Rai 3), sempre per la regia di Celeste Laudisio, accanto a Max Tortora, Sergio Friscia, Lisa Fusco.
Successivamente partecipa come ospite, tifosa del Bologna Football Club, e come inviata a varie stagioni di Quelli Che Il Calcio (Rai 2), con la conduzione di Simona Ventura prima, poi di Victoria Cabello e infine di Nicola Savino. Prende parte ad entrambe le edizioni di Due Sul Divano (La 7), per la regia di Cristiano D'Alisera, duettando con Fabio Ferri, Francesca Zanni, Enrico Brignano, Ugo Dighiero, Paolo Belli. È partecipe nel cast fisso del rotocalco televisivo Pirati (Rai 2) di Gregorio Paolini e Simonetta Martone, condotta da Marco Cocci, dove realizza numerosissimi servizi in qualità di inviata esterna. Fa poi parte del cast fisso del telegiornale satirico TgShow, condotto da Fabio Canino, in onda su Sky.
Nel 2008 Pupi Avati la sceglie per interpretare il ruolo di Beatrice Tonelli nel film Gli amici del Bar Margherita. Nel ruolo di conduttrice anima tutte le edizioni delle due trasmissioni televisive: Fratelli Coltelli e Vespa Teresa su Alice.tv, da cui è tratto il libro omonimo. Nel 2016 viene selezionata da Gabriele Salvatores per lo spot Barilla dove recita come co-protagonista assieme a Pierfrancesco Favino. Partecipa a due edizioni di Zelig off e Zelig (Canale 5) nei panni della vendicatrice telefonica e delle Tata. In veste di monologhista debutta dell’edizione 2018/19 di Colorado (Italia 1). Nel 2019 viene chiamata da Matteo Garrone per interpretare il ruolo della Lumaca, nel film Pinocchio.
Contemporaneamente si consolida la sua carriera di attrice teatrale e cabarettista. In veste di protagonista interpreta le pièce: Stella Rossa di Francesco Freyrie, per la regia di Daniele Sala; Vita e miracoli di un commesso viaggiatore di Francesco Freyrie, per la regia di Daniele Sala; Se perdo te 2 di Francesco Freyrie, per la regia di Daniele Sala; Artusi - Bollito d’amore di R. Pozzi, per la regia di Alessandro Benvenuti, sempre accanto a Vito. Nel 2018 è accanto a Laura Freddi in Ricette d’amore di e con Cinzia Berni, per la regia di Diego Ruiz. Come monologhista realizza gli spettacoli in assolo: Wanda la carrellista. Ciao patachini di Pozzi-Timo, Bionda Zabaione di Pozzi-Timo, Doppio Brodo Show di Pozzi-Timo, Guida pratica per sistemare l’armadio, il cane, il marito di Pozzi-Timo.

## Televisione
- Bulldozer (Rai 2, 2003)
- Bulldozer (Rai 2, 2004)
- Due sul divano (La 7, 2004)
- Sabato Italiano (Rai 1, 2005)
- Bulldozer (Rai 2, 2005)
- Wanda la carrellista – versione teatrale - (Sky Jimmy, 2005)
- Due sul divano (La 7, 2005)
- I Cesaroni (Canale 5, 2006)
- Frankenstein (Italia 1, 2006)
- Tg show (Sky show, 2007)
- Tintoria (Rai 3, 2008)
- Pirati[3][44][45][46] (Rai 2, 2008)
- Quelli che il calcio (Rai 2, 2008)
- Fratelli Coltelli – conduttrice (Alice - Sky)
- Quelli che il calcio (Rai 2, 2009)
- Quelli che il calcio (Rai 2, 2010)
- Quork (La 7, 2010)
- Stiamo tutti bene (Rai 2, 2010)
- Vespa Teresa – conduttrice (Arturo – Sky, 2010)
- Bambine Cattive (Comedy Central, 2011)
- Quelli che il calcio (Rai 2, 2011)
- Zelig Off (Italia 1, 2012)
- Quelli che il calcio (Rai 2, 2012)
- Zelig Circus (Canale 5, 2013)
- Zelig Uno (Italia 1, 2013)
- Comedy on the beach (Comedy Central, 2014)
- Zelig Circus (Canale 5, 2014)
- Vespa Teresa – conduttrice (Alice, 2014)
- Oscar del vino (Rai 2, 2015)
- Stasera tutto è possibile (Rai 2, 2015)
- Oscar del vino (Rai 2, 2016)
- Comedy Central Tour (Comedy Central, 2017)
- Comedy Central Tour (Comedy Central, 2018)
- Colorado (Italia 1, 2018)
- Zelig (Canale 5, 2025)

## Filmografia
- Gli amici del Bar Margherita, regia di Pupi Avati (2008)
- Regalo a sorpresa, regia di Fabrizio Casini (2010)
- Torno indietro e cambio vita, regia di Carlo Vanzina (2014)
- Brave ragazze, regia di Michela Andreozzi (2019)
- Il giorno più bello del mondo, regia di Alessandro Siani (2019)
- Pinocchio, regia di Matteo Garrone (2019)
- Laura Pausini - Piacere di conoscerti, regia di Ivan Cotroneo (2022) – documentario

## Radio
- Ottovolante (Rai Radio 2)
- Un giorno da pecora (Rai Radio 2)

## Teatro e Cabaret
- Tutta casa letto e chiesa di Dario Fo (1990)
- Delitto per diletto di Achille Campanile (1991))
- Il berretto a sonagli di Luigi Pirandello (1992)
- La favola del figlio cambiato di Luigi Pirandello (1993)
- Il lungo specchio di J. B. Priestey (1994)
- con Metallurgica Viganò (collettivo comico musicale) – tutte le produzioni (1995-2019)
- Camere da letto di Alan Ayckbourn (1996)
- Quinto piano interno B di Carlo Lucarelli, finalista al “premio Scenario” (1995)
- Spirito allegro di Noel Coward (1998)
- Cantiere Pinocchio, libero adattamento del racconto di Collodi selezionato al “premio Scenario” (2001)
- Il Grande Caldo di Francesco Freyrie, per la regia di Daniele Sala – nei ruoli fuori campo (2004)
- Stella Rossa di Francesco Freyrie, per la regia di Daniele Sala (2006-2007-2008)
- Vita e miracoli di un commesso viaggiatore di Francesco Freyrie, per la regia di Daniele Sala (2009)
- Se perdo te 2 di Francesco Freyrie, per la regia di Daniele Sala (2010)
- Wanda la carrellista. Ciao patachini di Pozzi-Timo (dal 2005 al 2010)
- Bionda Zabaione di Pozzi-Timo (dal 2010, ancora in cartellone)
- Doppio Brodo Show di Pozzi-Timo (dal 2016, ancora in cartellone)
- Ricette D’amore di e con Cinzia Berni, per la regia di Diego Ruiz (2017-2018)
- Artusi. Bollito d’amore di R. Pozzi, per la regia di Alessandro Benvenuti (2018-2019)
- Una donna di prim’ordine. Guida pratica per sistemare l’armadio, in cane, il marito di Pozzi-Timo (2020)

## Pubblicità
- Barilla, regia di Gabriele Salvatores (2015-2016)

## Pubblicazioni
- Un anno con Wanda di R. Pozzi, Maria Pia Timo e M. Boschi (ed. Moby Dick - 1998)
- C’era una volta un re… ma morì di aa.vv. (ed. Einaudi - 2006)
- Vespa Teresa. Ricette e Storie di donne di Romagna di Maria Pia Timo (LT Editore - 2015)
- Piada e Piadina. Guida sentimentale a chioschi, botteghe e baracchine di Romagna di Maria Pia Timo (ed. Polaris - 2021)